# Epigeneium cymbidioides
Epigeneium cymbidioides es una especie de orquídea epifita, originaria del sudeste de Asia.

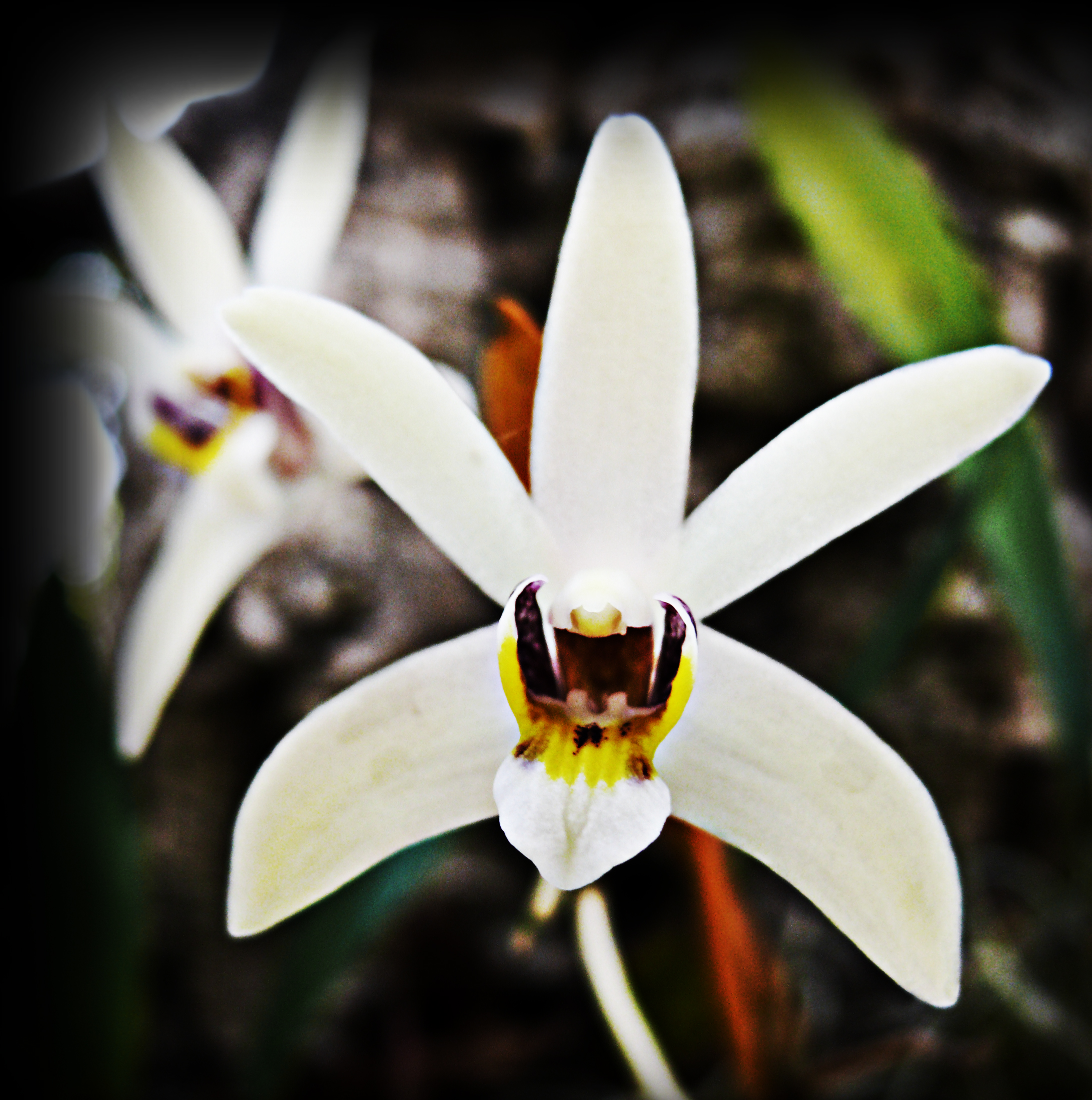
Detalle de la flor

## Descripción
Es una orquídea de pequeño tamaño, con hábitos de epifita con pseudobulbos carnosos ovoides que llevan 2 hojas oblongas, carnosas, bilobuladas y obtusas apicalmente. Florece en la primavera en una corta inflorescencia apical, de 20 cm, erecta a arqueada, que tiene varios pequeñas brácteas basales triangulares, con un máximo de 12 flores, de larga duración, que son poco perfumadas.

## Distribución y hábitat
Se encuentra en la península de Malaca, Sumatra y Java en los bosques de musgo en elevaciones de 2200 a 2800 metros. 

## Taxonomía
Epigeneium cymbidioides fue descrita por (Blume) Summerh. y publicado en Kew Bulletin 261. 1957.
Etimología
Epigeneium: nombre genérico deriva de dos palabras latinizadas del griego : επί (epi), que significa "en", "sobre" y γένειον (géneion), que significa "barbilla", en referencia a la forma en barbilla del labio de la flor de esta especie.
cymbidioides: epíteto latino que significa "similar a Cymbidium.
Sinonimia
- Callista cymbidiodes (Blume) Kuntze
- Callista marginata (Teijsm. & Binn.) Kuntze
- Dendrobium cymbidioides (Blume) Lindl.
- Dendrobium marginatum Teijsm. & Binn.
- Desmotrichum cymbidioides Blume
- Katherinea cymbidioides (Blume) A.D.Hawkes
- Sarcopodium cymbidioides (Blume) Rolfe[4]